# Sẻ thông mỏ ngắn
Sẻ thông mỏ ngắn, tên khoa học: Pyrrhula nipalensis, là một loài sẻ trong Họ Sẻ thông. Chúng được Hodgson phân loại vào năm 1836.
Loài này được tìm thấy ở Bhutan, Trung Quốc, Ấn Độ, Malaysia, Myanmar, Nepal, Pakistan, Đài Loan và Việt Nam. Môi trường sống của chúng là rừng ôn đới và các rừng môi sinh cận nhiệt đới và nhiệt đới. Loài sẻ này dài 16,5 cm, đầu và ngực hơi xám. Chúng ăn hạt cây thông.

## Hình ảnh

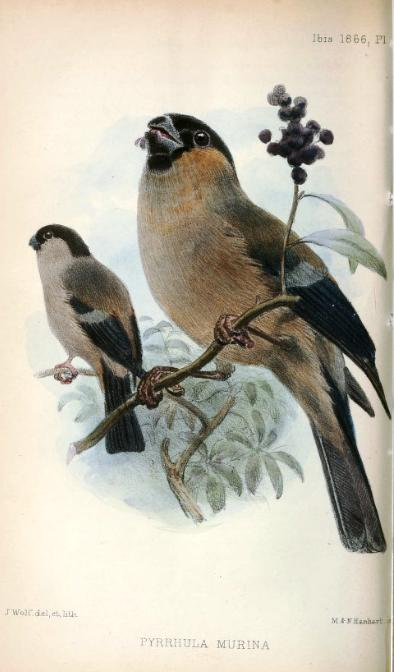
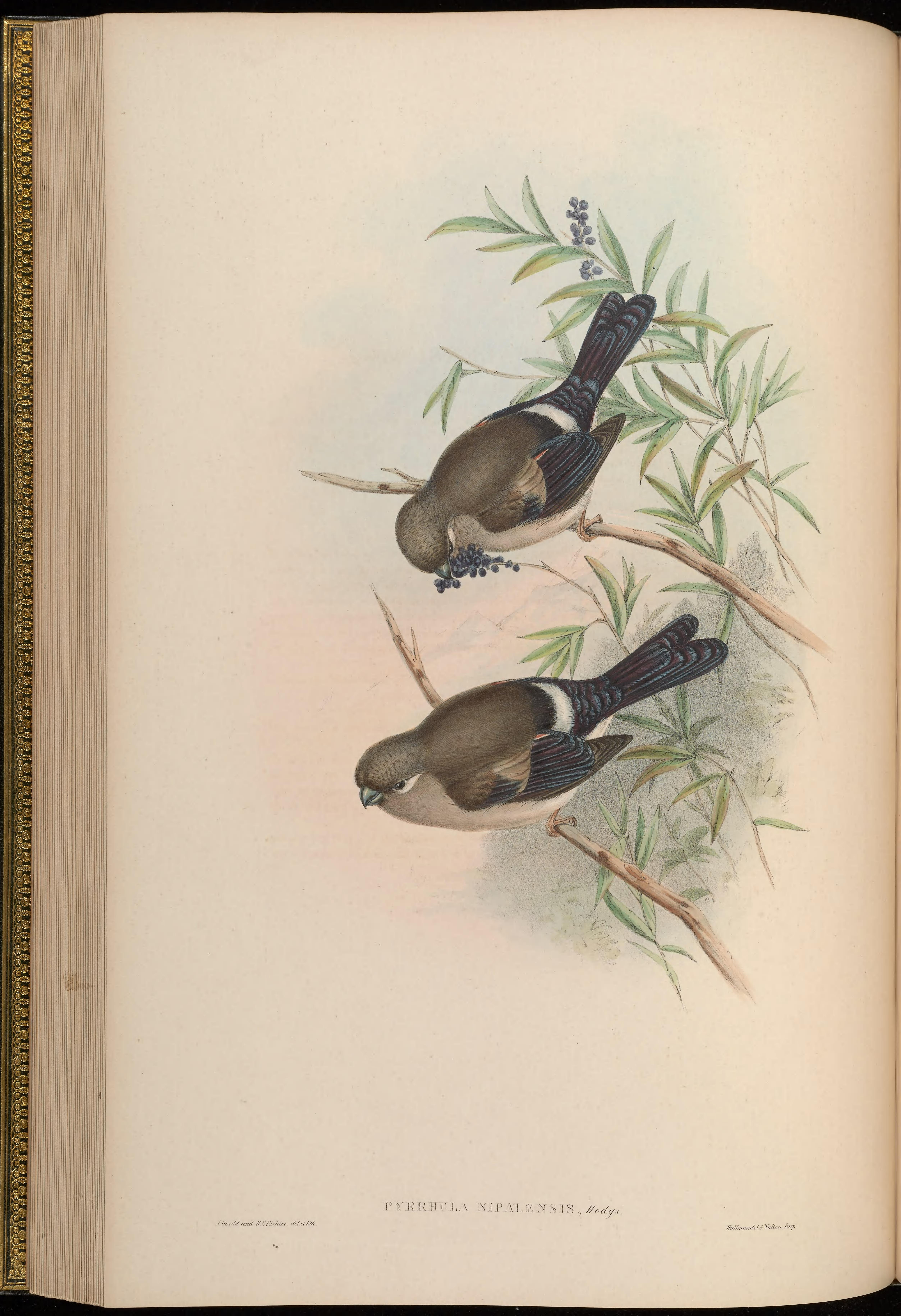